# Aenocyon dirus
Aenocyon dirus (Leidy, 1858), comunemente noto come enocione, o lupo terribile, è una specie estinta di canide lupino vissuto durante il Pleistocene (tra 200 000 e 10 000 anni fa) nelle Americhe e nell'Asia orientale.
Sebbene a lungo considerato parte del genere Canis, analisi genomiche condotte su resti non fossilizzati hanno rivelato che si tratta di un lignaggio separato, che si è diversificato dagli altri canidi lupini circa 5,7 milioni di anni fa. Questi studi dimostrano una parentela più stretta con gli sciacalli africani. Sono riconosciute due sottospecie: A. d. dirus, diffuso a est dello spartiacque continentale, e A. d. guildayi, presente in Messico e California, caratterizzato da dimensioni più ridotte, arti più corti e denti più lunghi.
L'enocione era grande quanto un grosso lupo grigio odierno, raggiungendo un peso di circa 68 chilogrammi. Il cranio e la dentizione erano simili a quelli del lupo grigio, ma con denti più grandi e taglienti. Inoltre, la forza del suo morso, in particolare sui canini, era superiore a quella dei canidi attuali. Queste caratteristiche sono considerate adattamenti per cacciare e abbattere i grandi erbivori del Pleistocene inferiore. In Nord America, le sue prede includevano cavalli, bradipi terrestri, mastodonti, bisonti e cammelli. Come i canidi moderni di grandi dimensioni, è probabile che cacciasse in branco, utilizzando una struttura sociale primitiva e tecniche di caccia cooperativa.
I resti di Aenocyon dirus sono stati rinvenuti in una vasta gamma di habitat, comprese pianure, campi, zone forestali del Nord America, savane del Sud America e steppe dell'Asia orientale. La maggior parte dei reperti fossili è stata recuperata nei pozzi di catrame di Rancho La Brea, a Los Angeles. Fossili di questa specie sono stati trovati fino a 2255 metri sul livello del mare, ma la sua presenza al di sopra del 42º parallelo nord era rara, con solo cinque esemplari rinvenuti oltre questa latitudine in Nord America. Questa distribuzione limitata potrebbe essere correlata a fattori come la temperatura, la disponibilità di prede o le condizioni ambientali imposte dai ghiacciai Laurentide e Cordillerani. Un fossile rinvenuto in Cina nordorientale suggerisce che alcuni esemplari attraversarono il ponte di Bering. Tuttavia, la specie non prosperò in Asia come nel continente d'origine, probabilmente a causa della concorrenza con le iene delle caverne.
L'estinzione di Aenocyon dirus si concluse durante il periodo Quaternario, insieme alla scomparsa delle sue principali prede. La sua dipendenza da grandi erbivori è stata indicata come una delle cause della sua estinzione, unitamente ai cambiamenti climatici e alla concorrenza con altri predatori, compreso l'uomo, che si era diffuso nel continente durante l'ultima era glaciale, riducendo le risorse alimentari disponibili. Un altro possibile fattore è stato l'incapacità dell'enocione di incrociarsi con altre specie di canidi più adattabili. I suoi resti più recenti risalgono a circa 9440 anni fa.
Nella cultura popolare, l'enocione è noto soprattutto per aver ispirato il "meta-lupo" (direwolf in inglese), una creatura immaginaria presente nella saga Cronache del ghiaccio e del fuoco dello scrittore americano George R. R. Martin, e nella serie televisiva derivata Il Trono di Spade.

## Tassonomia

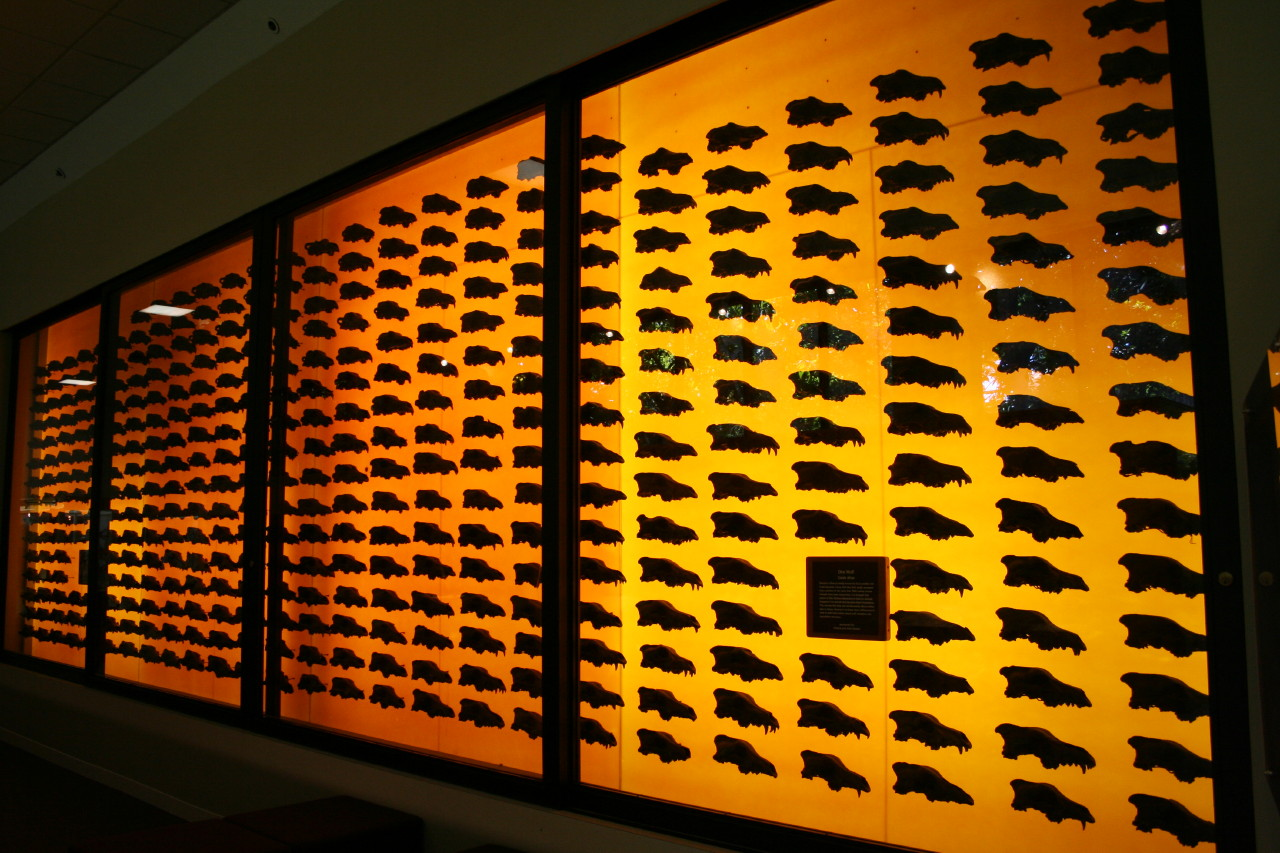
Mostra di 404 crani di A. dirus nel Page Museum

A partire dagli anni Cinquanta del XIX secolo, vennero rinvenuti numerosi fossili di grandi canidi la cui identità tassonomica era incerta. Il primo esemplare successivamente associato ad Aenocyon dirus fu scoperto nel 1854 a Evansville, in Indiana. Si trattava di una mandibola fossilizzata, ottenuta dallo scienziato Joseph Granville Norwood grazie al collezionista Francis A. Linck. Il paleontologo Joseph Leidy identificò il reperto come appartenente a una specie estinta di lupo e lo denominò Canis primaevus. Le lettere che Leidy ricevette da Norwood, insieme al tipo nomenclaturale, sono tuttora conservate presso l'Accademia delle Scienze Naturali. Nel 1857, durante un'esplorazione lungo il fiume Niobrara, in Nebraska, Leidy rinvenne una vertebra di un canide estinto, che nel 1858 denominò Canis dirus. Tuttavia, il nome C. primaevus fu successivamente abbandonato a favore di C. indianensis, poiché C. primaevus era già stato utilizzato per il cuon alpino moderno.
Nel 1876, Joel Asaph Allen, dopo aver descritto e denominato C. mississippiensis, ipotizzò che C. indianensis e C. dirus fossero in realtà la stessa specie. Tuttavia, poiché i reperti disponibili erano limitati, si decise di mantenere i nomi provvisori fino a nuove scoperte che potessero chiarire la questione. Nel 1912, il paleontologo John Campbell Merriam propose di considerare tutti questi esemplari come sinonimi di C. dirus, il primo nome assegnato alla specie. Seguendo questa proposta, C. indianensis fu formalmente relegato a sinonimo di C. dirus nel 1915. Nel 1918, Merriam avanzò l'idea di classificare l'animale in un nuovo genere, Aenocyon (dal greco aenos, "terribile", e cyon, "lupo"). Tuttavia, la nuova classificazione rimase controversa tra i paleontologi. Successivamente, nel 1972, sia C. ayersi sia A. dirus furono considerati sinonimi di C. dirus. Infine, nel 1979, il paleontologo Ronald W. Nowak unificò tutti i taxa descritti in precedenza sotto il nome di C. dirus.
Nel 1984, Björn Kurten propose di distinguere due sottospecie di C. dirus sulla base di differenze morfologiche. Gli esemplari della California e del Messico, caratterizzati da arti più corti e denti più lunghi, furono denominati C. d. guildayi. Gli esemplari dell'area a est dello spartiacque continentale, con arti più lunghi e denti più brevi, furono invece classificati come C. d. dirus.

### Morfologia
I paleontologi Xiaoming Wang, Richard H. Tedford e R. M. Nowak hanno proposto che Aenocyon dirus derivi dal grande canide Canis armbrusteri. Nowak stesso ha affermato che alcuni esemplari rinvenuti nella caverna di Cumberland, in Maryland, sembrano rappresentare uno stadio intermedio tra C. armbrusteri e A. dirus. Inoltre, C. chihliensis, una specie della Cina, potrebbe essere l'antenato comune sia di C. armbrusteri sia dell'odierno lupo grigio. L'apparizione improvvisa di C. armbrusteri nel Nord America durante il Pleistocene superiore suggerisce che fosse un immigrato dall'Asia, come accadde anche per il lupo grigio nello stesso periodo. Tuttavia, alcuni paleontologi dissentono da questa ipotesi, sostenendo che C. armbrusteri fosse una forma arcaica di lupo grigio. In assonanza con questa tesi, nel 1993 il paleontologo Goulet affermò che A. dirus era in realtà una variante del lupo grigio. Questa tesi fu contestata da Nowak, Kurten e altri, i quali conclusero che A. dirus non derivava dal lupo grigio. In seguito, si è ipotizzato che A. dirus e il lupo grigio si siano evoluti parallelamente.
Aenocyon dirus visse dal Pleistocene superiore all'Olocene inferiore (125 000-10 000 anni fa) nelle Americhe. I fossili della sottospecie A. d. dirus sono databili tra 125 000 e 75 000 anni fa, mentre quelli di A. d. guildayi, più piccoli, appartengono a periodi più recenti. È stato ipotizzato che A. d. guildayi si sia evoluto da A. d. dirus. Tuttavia, alcuni esemplari attribuiti ad A. dirus risalgono a 250000 anni fa. Fossili rinvenuti in quattro siti nella zona di Hay Springs (contea di Sheridan, Nebraska) furono inizialmente denominati Aenocyon dirus nebrascensis, ma mancavano di una descrizione adeguata e furono successivamente classificati come C. armbrusteri. Una descrizione più recente li ha riclassificati come appartenenti a A. dirus, sebbene presentino tratti condivisi con C. armbrusteri. È possibile che questi esemplari rappresentino forme arcaiche di A. dirus.
Un fossile trovato nella "Sala dei Cavalli" nella caverna di Salamander, nelle Colline Nere del Dakota del Sud, potrebbe rappresentare il più antico esemplare di A. dirus scoperto finora. Catalogato come C. cf. C. dirus per via della sua identità incerta, il fossile equino rinvenuto nello stesso sito ha fornito una datazione radiometrica di 252000 anni fa, suggerendo un'età simile per l'esemplare di A. dirus. Sia C. armbrusteri sia A. dirus condividono numerosi tratti, supportando l'ipotesi che A. dirus abbia avuto origine circa 250000 anni fa nelle regioni centrali del continente, per poi espandersi verso est e sostituire completamente il suo antenato C. armbrusteri. Questo scenario suggerisce che la specie si sia sviluppata originariamente in California e Nebraska, prima di colonizzare il Canada, il resto degli Stati Uniti, il Messico, il Venezuela, l'Ecuador, la Bolivia e il Perù. Tuttavia, l'identità di questi fossili antichi resta oggetto di dibattito.
In Sud America, i fossili di A. dirus risalenti al Pleistocene superiore sono stati trovati lungo le coste occidentali e settentrionali, ma nessun esemplare è stato rinvenuto in Argentina, dove vivevano C. gezi e C. nehringi. Studi morfologici hanno evidenziato che A. dirus era una specie più evoluta rispetto agli antichi canidi americani del genere Canis, con dimensioni maggiori e molari più sviluppati rispetto a C. nehringi. Sulla base di queste osservazioni, alcuni ricercatori hanno ipotizzato un'origine sudamericana per la specie. Tuttavia, nel 2009 fu proposto che C. armbrusteri fosse l'antenato comune sia dei lupi nordamericani sia di quelli sudamericani. L'anno successivo, un altro studio suggerì che A. dirus e C. nehringi fossero in realtà la stessa specie, con A. dirus che avrebbe raggiunto il Sud America dal Nord.

### Analisi del DNA
I tentativi di estrarre il DNA dai fossili di Aenocyon dirus rinvenuti nei pozzi di catrame sono finora falliti. Nel 1992, un progetto mirava a isolare il DNA mitocondriale da un esemplare di A. d. guildayi per chiarire la sua parentela con i canidi odierni, ma l'operazione non ebbe successo. Fu impossibile eliminare il catrame penetrato nelle ossa, un problema simile a quello riscontrato durante l'estrazione di DNA da un fossile di mammut colombiano, che dimostrò come i componenti organici dell'asfalto infiltrano il tessuto osseo, rendendo irrecuperabile il materiale genetico.
Nel 2020, un gruppo di scienziati riuscì a sequenziare il DNA di cinque esemplari di Aenocyon dirus, datati tra 50 000 e 12 900 anni fa. Confrontando questi dati con il DNA di otto canidi odierni, i ricercatori scoprirono che l'enocione si era separato dagli altri canidi lupini circa 5,7 milioni di anni fa. Inoltre, emerse che non si era mai incrociato con i lupi e i coyote, nonostante avesse coesistito con loro per almeno 10 000 anni. L'albero filogenetico risultante indicò che l'enocione rappresentava un lignaggio più basale rispetto agli altri canidi lupini analizzati, spingendo gli studiosi a proporre la reinstaurazione del nome generico Aenocyon.
Il seguente cladogramma, basato su dati genomici, integra i risultati dello studio del 2005 di Lindblad-Toh con scoperte più recenti relative al genere Canis, alla riclassificazione degli sciacalli africani nel genere Lupulella e alla reistituzione del genere Aenocyon.
|  | \| \| Lupi, cani, coyote, ecc. \| \| \| \| \| \| Cuon \| \| \| \| |
|  |                                                                   |
|  | Licaone                                                           |
|  |                                                                   |
|  | Lupi, cani, coyote, ecc.                                          |
|  |                                                                   |
|  | Cuon                                                              |
|  |                                                                   |

|  | Lupi, cani, coyote, ecc. |
|  |                          |
|  | Cuon                     |
|  |                          |

|  | Sciacalli africani |
|  |                    |

|  | \| \| Lupi, cani, coyote, ecc. \| \| \| \| \| \| Cuon \| \| \| \| |
|  |                                                                   |
|  | Licaone                                                           |
|  |                                                                   |
|  | Lupi, cani, coyote, ecc.                                          |
|  |                                                                   |
|  | Cuon                                                              |
|  |                                                                   |

|  | Lupi, cani, coyote, ecc. |
|  |                          |
|  | Cuon                     |
|  |                          |

|  | Sciacalli africani |
|  |                    |

|  | † Enocione |
|  |            |

|  | \| \| Lupi, cani, coyote, ecc. \| \| \| \| \| \| Cuon \| \| \| \| |
|  |                                                                   |
|  | Licaone                                                           |
|  |                                                                   |
|  | Lupi, cani, coyote, ecc.                                          |
|  |                                                                   |
|  | Cuon                                                              |
|  |                                                                   |

|  | Lupi, cani, coyote, ecc. |
|  |                          |
|  | Cuon                     |
|  |                          |

|  | Sciacalli africani |
|  |                    |

|  | \| \| Lupi, cani, coyote, ecc. \| \| \| \| \| \| Cuon \| \| \| \| |
|  |                                                                   |
|  | Licaone                                                           |
|  |                                                                   |
|  | Lupi, cani, coyote, ecc.                                          |
|  |                                                                   |
|  | Cuon                                                              |
|  |                                                                   |

|  | Lupi, cani, coyote, ecc. |
|  |                          |
|  | Cuon                     |
|  |                          |

|  | Sciacalli africani |
|  |                    |

|  | † Enocione |
|  |            |

## Descrizione

### Dimensioni

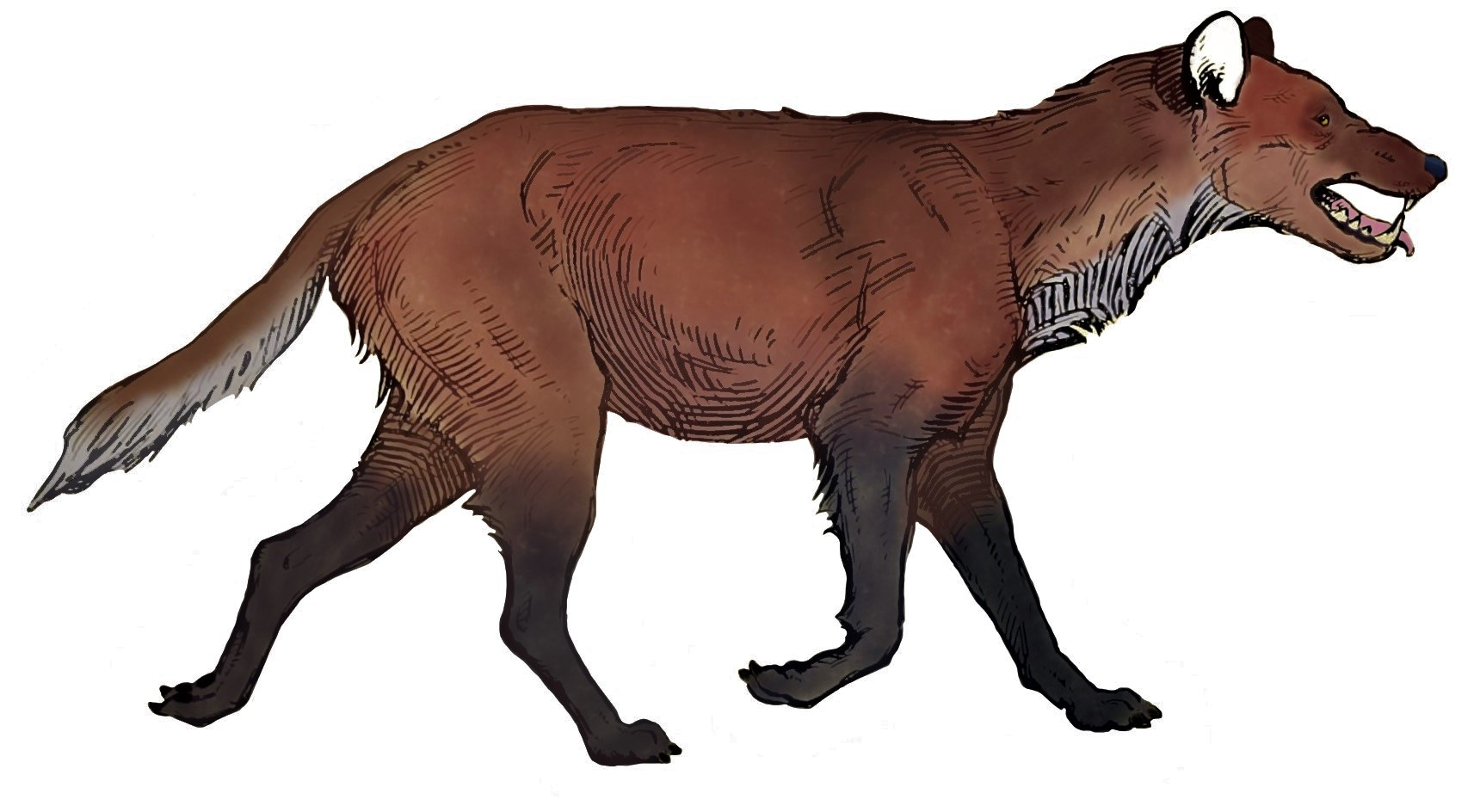
Ricostruzione artistica

L'enocione fu a lungo considerato il più grande membro del genere Canis (che include lupi, cani, coyote e sciacalli dorati, tra gli altri), ma uno studio genetico del 2021 dimostrò che apparteneva a un genere distinto, Aenocyon. Le somiglianze morfologiche con i lupi risultarono essere un caso di evoluzione convergente.
Uno studio sulla lunghezza e la circonferenza dei femori di A. d. guildayi e A. d. dirus stimò che, dal vivo, il peso medio di A. d. guildayi fosse di circa 60 chilogrammi, mentre quello di A. d. dirus raggiungesse i 68 chilogrammi. Un'analisi sulla resistenza dell'omero suggerì che il peso massimo di alcuni individui potesse arrivare fino a 110 chilogrammi.
Le proporzioni degli arti di A. d. dirus erano comparabili a quelle del lupo grigio moderno, mentre gli arti di A. d. guildayi risultavano più corti. I resti scheletrici completi degli enocioni maschi sono facilmente identificabili grazie alla presenza di un osso penico distintivo, diverso da quello degli altri canidi.

### Cranio e dentizione

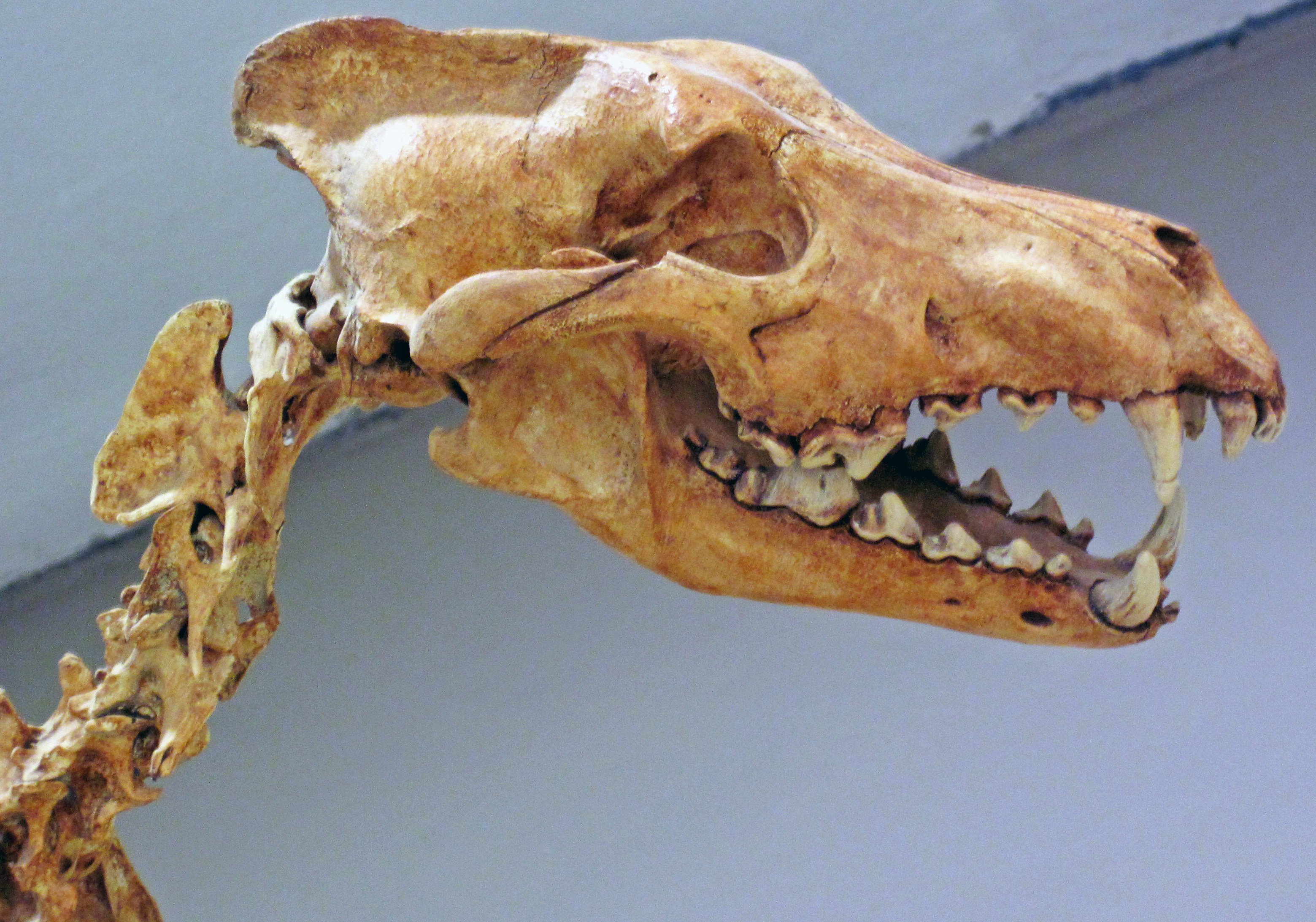
Cranio

Uno studio della dentatura di Aenocyon dirus guildayi ha rivelato che si trattava di un canide più specializzato rispetto ai lupi. La forza del suo morso sui denti canini era proporzionalmente la più elevata tra tutti i canidi, superando quella del licaone, del lupo grigio, del cuon e del dingo. Si è inoltre stimato che la forza del morso sui carnassiali fosse superiore a quella di qualsiasi canide odierno. Poiché nei canidi la forza del morso è generalmente proporzionale alla grandezza delle prede, questa caratteristica suggerisce che l'enocione si nutrisse di animali di grandi dimensioni.
Uno studio sulle misure craniche e sulla muscolatura mandibolare di A. dirus ha mostrato che, sebbene simile al lupo grigio, la specie presentava alcune caratteristiche distintive. La dentatura superiore era simile a quella del lupo grigio ma più grande, con un quarto premolare superiore più grande e tagliente. La mandibola dell'enocione ospitava un muscolo temporale più largo, che gli conferiva una forza di morso maggiore rispetto al lupo grigio. Anche i premolari inferiori erano più grandi, e il primo molare inferiore era particolarmente tagliente. I suoi denti canini, infine, erano più resistenti di quelli di qualsiasi altro canide odierno di dimensioni comparabili. Queste caratteristiche indicano che il morso dell'enocione era non solo più potente di quello del lupo grigio, ma anche particolarmente adatto a immobilizzare prede di grandi dimensioni.

## Ecologia

### Comportamento

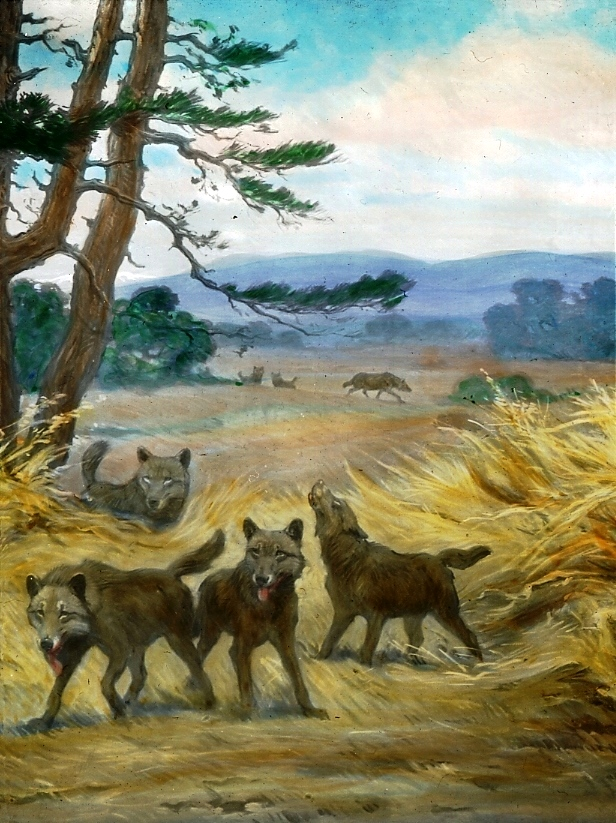
Ricostruzione artistica obsoleta d'un branco di enocioni, modellati sui lupi, e il loro ambiente (Charles R. Knight, 1922)

Data la mancanza di un marcato dimorfismo sessuale nell'enocione, si ipotizza che questa specie formasse coppie monogame, analogamente al lupo grigio. Le sue dimensioni e la dentizione ipercarnivora suggeriscono che si nutrisse principalmente di prede di grande taglia, il che avrebbe richiesto una vita sociale in branco. Questa ipotesi è supportata dalla scoperta di numerosi esemplari nei pozzi di catrame di La Brea, che indicano comportamenti sociali simili a quelli di altri carnivori cooperativi. I mammiferi carnivori sociali tendono a predare animali il cui peso totale è simile alla massa combinata dei predatori coinvolti nell'attacco. Di conseguenza, un branco di enocioni sarebbe stato in grado di abbattere prede di peso compreso tra 300 e 600 chilogrammi, come i bisonti. Sebbene alcuni studiosi abbiano ipotizzato che l'enocione fosse prevalentemente uno spazzino, basandosi sulla frequente rottura dei denti in esemplari fossili, altre evidenze suggeriscono che fosse un predatore attivo. Il suo vasto areale e gli arti relativamente agili sono indicativi di un comportamento predatorio. Come il lupo grigio, probabilmente utilizzava i denti post-carnassiali per spezzare le ossa ed estrarne il midollo.

### Dieta

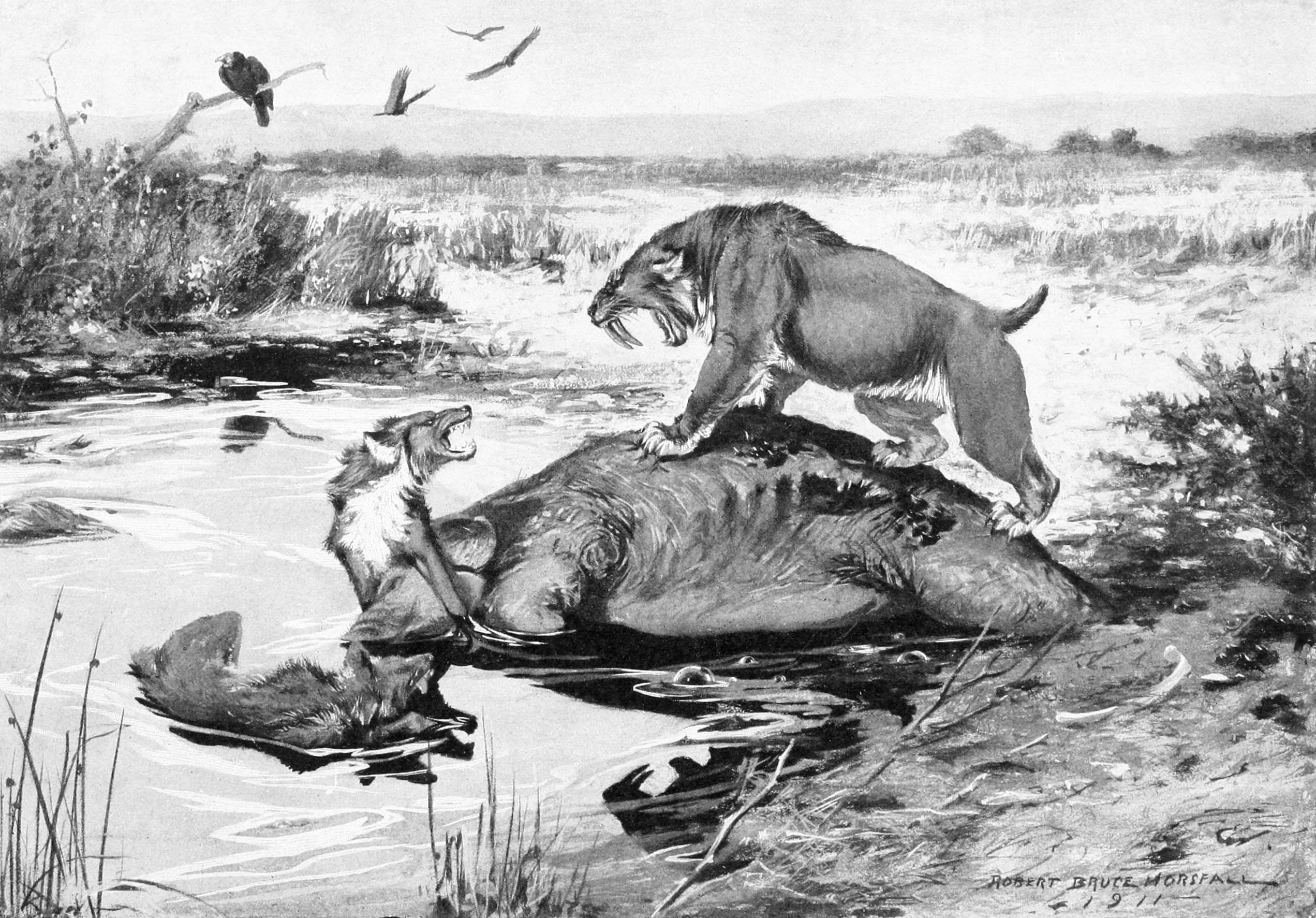
Ricostruzione di Aenocyon dirus e Smilodon californicus che si contendono una carcassa di Mammuthus columbi in un affioramento di bitume a Rancho La Brea

L'analisi degli isotopi è stata utilizzata per identificare elementi chimici che permettono ai ricercatori di fare inferenze sulla dieta della fauna rinvenuta nei pozzi di catrame di La Brea. Uno studio sul collagene estratto dai fossili ha suggerito che l'enocione fosse in concorrenza con Smilodon fatalis e il leone americano per le stesse prede. Queste includevano lo pseudocammello, il bisonte del Pleistocene, l'antilocapra nana, il cavallo occidentale e il bradipo terrestre. I resti di mammut colombiano e di mastodonte, invece, sono relativamente rari presso La Brea.
Studi successivi sugli isotopi presenti nei fossili di Aenocyon dirus risalenti a 10 000 anni fa indicano che la sua preda preferita fosse il cavallo, mentre altre specie, come il bradipo terrestre, il mastodonte, il bisonte e il cammello, erano consumate con minore frequenza. Questi risultati suggeriscono che l'enocione non fosse specializzato nella caccia a una singola specie, ma che predasse o si nutrisse delle carcasse di qualsiasi grande erbivoro disponibile durante il termine del Pleistocene superiore.

### Concorrenti
Prima dell'apparizione dell'enocione, il Nord America fu colonizzato dallo xenocione, un grande canide ipercarnivoro, antenato degli odierni licaoni e cuon. Questa specie, tuttavia, rimase sempre rara e probabilmente non sopravvisse alla concorrenza con l'enocione.
Le analisi degli isotopi stabili indicano che l'enocione si nutriva delle stesse prede di Smilodon fatalis e del leone americano. Tra gli altri concorrenti contemporanei figuravano Arctodus simus (l'orso dal muso corto), il puma, il coyote e il lupo grigio.
Dopo aver colonizzato l'Asia orientale, l'enocione si sarebbe probabilmente scontrato con la iena delle caverne, il predatore più comune e dominante della regione. È plausibile che la forte concorrenza con la iena abbia limitato significativamente la diffusione e il successo dell'enocione in Asia, rendendolo una specie sempre rara nel continente.

## Areale e habitat
I resti di enocione sono stati rinvenuti in una vasta gamma di habitat, tra cui pianure, campi e zone montane boscose del Nord America, savane del Sud America e steppe dell'Asia orientale. La presenza di fossili in queste aree suggerisce che l'enocione fosse principalmente un animale adattato alle pianure aperte.
Negli Stati Uniti, fossili di enocione sono stati segnalati in numerosi stati, tra cui Arizona, California, Florida, Idaho, Indiana, Kansas, Kentucky, Missouri, Nebraska, New Mexico, Oregon, Pennsylvania, South Carolina, South Dakota, Texas, Utah, Virginia, West Virginia, Wyoming, e Nevada. Tuttavia, l'identità dei fossili rinvenuti a nord della California non è ancora confermata. In Messico, resti della specie sono stati trovati in diverse località, tra cui El Cedazo (Aguascalientes), Comondú (Baja California Sur), El Cedral (San Luis Potosí), la cava di El Tajo presso Tequixquiac (Stato del Messico), Valsequillo (Puebla), Lago di Chapala (Jalisco), la cava di Loltun (Yucatán), Potrecito (Sinaloa), la cava di San Josecito presso Aramberri (Nuevo León) e Térapa (Sonora).
In Sud America, i fossili di enocione sono stati rinvenuti solo in alcune aree: lo Stato di Falcón in Venezuela, la provincia di Talara in Perù e il Dipartimento di Tarija in Bolivia. Nessuno di questi fossili risale a più di 17 000 anni fa. Se la specie fosse di origine nordamericana, è probabile che abbia colonizzato il Sud America attraverso il corridoio andino, un ponte naturale che facilitò la migrazione di molti mammiferi dall'America Centrale.
Nel Pleistocene superiore, l'enocione riuscì ad attraversare il ponte di Bering e a colonizzare l'Eurasia. Questo è stato confermato nel 2020 dalla scoperta di una mandibola fossilizzata in una miniera vicino a Harbin, nella Cina nordorientale. La scoperta ha confutato ipotesi precedenti secondo cui le basse temperature avrebbero rappresentato una barriera per l'enocione. Per raggiungere il ponte di Bering, la specie avrebbe dovuto attraversare le calotte di ghiaccio situate intorno al 42º parallelo nord.

## Estinzione
Il declino dell'enocione ebbe inizio circa 12 700 anni fa, probabilmente a causa della scomparsa delle sue prede di grande taglia. Questo evento potrebbe averlo svantaggiato rispetto al lupo grigio, più gracile e adattabile, capace di sfruttare prede più piccole e di sopravvivere in un ecosistema in trasformazione. Un ulteriore fattore critico per l'estinzione dell'enocione fu la sua incapacità di incrociarsi con altre specie. A differenza del lupo grigio, che poteva propagare i suoi geni attraverso ibridazioni con coyote e cani, l'enocione non aveva specie strettamente imparentate, il che rese impossibile il flusso genetico in assenza di altri esemplari della sua specie. I resti geologicamente più recenti provengono dalla caverna Brynjulfson, nella contea di Boone, Missouri, datati a circa 9 440 anni fa, e da La Mirada, in California, risalenti a circa 10 690 anni fa.

## Presunta de-estinzione
Nel 2025, la Colossal Biosciences, una società di biotecnologia e ingegneria genetica statunitense, ha affermato di aver "riportato in vita" dei cuccioli di enocione utilizzando tecniche di ingegneria genetica sui lupi grigi. L'azienda ha dichiarato che tra il 2024-2025 sono nati tre cuccioli con tratti fenotipici dell'enocione, ottenuti attraverso l'editing genomico ed utilizzando un cane domestico come madre surrogata. I cuccioli nati nell'ottobre 2024 sono stati ribattezzata Romolo, Remo e Daenerys. Non è stato utilizzato la tecnica dello splicing, perciò nessuno dei geni degli esemplari risale agli enocioni propriamente detti.
Un rappresentante della Colossal ha dichiarato:
«I concetti di specie sono sistemi di classificazione umana, e tutti possono essere in disaccordo e tutti possono avere ragione [...]. Si può usare il concetto di specie filogenetica [relazioni evolutive] per determinare come si chiamerà una specie [...]. Stiamo usando il concetto di specie morfologica e diciamo: se assomigliano a questo animale, allora sono l'animale».
La posizione ufficiale dell'IUCN è che gli esemplari non rappresentano né enocioni né dei loro sostituti ecologici. Un mese dopo l'annuncio, lo scienziato capo della società dichiarò che i tre animali non erano altro che "lupi grigi con 20 modificazioni", ammettendo che era impossibile riportare in vita un organismo estinto, e che il termine "dire wolf" dato ai cuccioli era solo un colloquialismo piuttosto che terminologia scientifica.